# 오기역 (효고현)
오기역(일본어: 青木駅, おおぎえき)은 일본 효고현 고베시 히가시나다구에 있는 한신 전기철도 본선의 역이다. 역 번호는 HS 22이다.
평일 아침 러시아워 상행만 운행되는 구간 특급의 정차역이지만, 주간과 야간 시간대 및 주말에 정차하는 우등 열차는 설정되지 않았다.
일반적으로 "아오키(あおき)"로 읽히는 표기이지만, 본 역명 및 주변 지명은 "오기노(おおぎ)"라 읽고, 난독 이름으로 알려진다.
또한, "오우기(おうぎ)"로 표기하는 것은 잘못된 표기이다.

## 역사
- 1905년 4월 12일: 한신 본선의 개통과 동시에 영업 개시.
- 1995년
  - 1월 17일: 한신・아와지 대지진 발생으로 한신 본선이 운휴되고 역도 한때 영업 중단.
  - 1월 26일: 고시엔 ~ 아오키 역 구간 운행 재개.
  - 2월 11일: 당역 ~ 미카게 역 구간 복구.
- 2001년 3월 10일: 구간 특급, 쾌속 급행, 급행 열차는 전 열차 정차.
- 2007년 3월 4일: 2월 6일에 본 역 주변의 아파트 건설 현장에서 발견된 불발탄 처리로 인하여 본선 니시노미야 ~ 미카게 역 구간 운행이 중단됨.
- 2009년
  - 3월 20일: 이 날 개정으로 쾌속 급행 정차가 취소되고(동시에 급행은 연결 운행 중단[1]), 본 역에 정차하는 우등 열차는 구간 특급(새 다이아 실제 운행 개시는 3월 23일부터)만 정차하게 됨.
  - 4월 18일: 고가화 공사의 진척에 따라 상행선이 임시선으로 전환됨.
- 2010년 10월 2일: 고가화 공사의 진척에 수반하여 하행선이 임시선으로 전환됨.
- 2015년 12월 12일: 하행선이 고가역사로 전환됨.

## 역 구조
섬식 승강장 2면 4선의 고가역(하행) 및 지상역(상행)에서 대피 설비를 갖춘다. 연속 입체교차 사업에 의한 고가화 공사중으로 2015년 12월 12일부터 하행선이 고가화되어 상행선은 고가화에 따른 임시선이다. 역사(개찰구)에 대해서는 하행은 2층 출입구는 남쪽 1개소, 상행은 지하에 있는 출입구는 남북으로 각 1개소 배치되어 있다. 상행 개찰구의 통로는 플랫폼의 우메다 방향으로 통한다. 또한, 북쪽 입구는 고가 공사의 진척에 따라 임시선에 지장 없는 위치로 이동하였다. 승강장 유효 길이는 상행이 19m급 한신 차량 6량 편성 대응의 120m로 하행 21m급의 긴테쓰 차량 6량 편성 대응의 130m이다.

### 승강장
| 승강장 | 노선   | 방향 | 행선                                         |
| ------ | ------ | ---- | -------------------------------------------- |
| 1      | ■ 본선 | 상행 | 아마가사키・오사카 (우메다)・난바・나라 방면 |
| 2      | ■ 본선 | 상행 | 아마가사키・오사카 (우메다)・난바・나라 방면 |
| 3      | ■ 본선 | 하행 | 고베 (산노미야)・아카시・히메지 방면         |
| 4      | 본선   | 하행 | 회송 열차 대피용                             |

- 1번 선이 상행 대피선, 2번 선이 상행 본선, 3번 선이 하행 본선, 4번 선이 하행 대피선으로 구성되어 있다.
- 1번 선은 주로 평일 아침의 구간 특급 대피[2]에 사용되며 4번 선은 회송 열차가 통과 열차를 대피할 때 사용된다. 평일 아침 이외의 영업 열차는 2,3번 선만 사용한다.
- 한신 고시엔 구장에서 프로 야구 등의 이벤트 개최 시에는 회송 열차가 1번 선에 대기하였다가 행사 종료 후에 고시엔 역으로 이동하고 우메다 행 임시 열차로 운행된다. 만약, 선 변환에 따른 건늠선 철거에 따라 4번 선에서 대기한 뒤 우메다 방면으로 출발하는 운용은 없다.

## 역 주변
- 고베 아오키 우체국
- 세토 공원
- 고베 시립 히가시나다 체육관
- 시 통영 아오키미나미 주택
- 야사카 신사
- 고베 시청 보건 복지사 아동 복지부 아동 가정과 기타오기 아동관
- 고베 시립 혼조 중학교
- 고베 시립 혼조 초등학교
- 고베 시립 우오자키 중학교
- 신메이와 공업
- 타카라 주조 나다 공장
- 롯코 금속
- 미우라 공업 고베 지점
- 미나토 은행 오기 지점
- 간사이 슈퍼 오기점
- 한큐 오아시스 모토야마미나미점

## 인접역
| 한신 전기철도 ■ 본선     | 한신 전기철도 ■ 본선           | 한신 전기철도 ■ 본선                 |
| ------------------------ | ------------------------------ | ------------------------------------ |
| HS 21 후카에 우메다 방면 | ■ 구간특급(우메다 행만) ■ 보통 | 우오자키 HS 23 미카게・신카이치 방면 |